# Гуштин

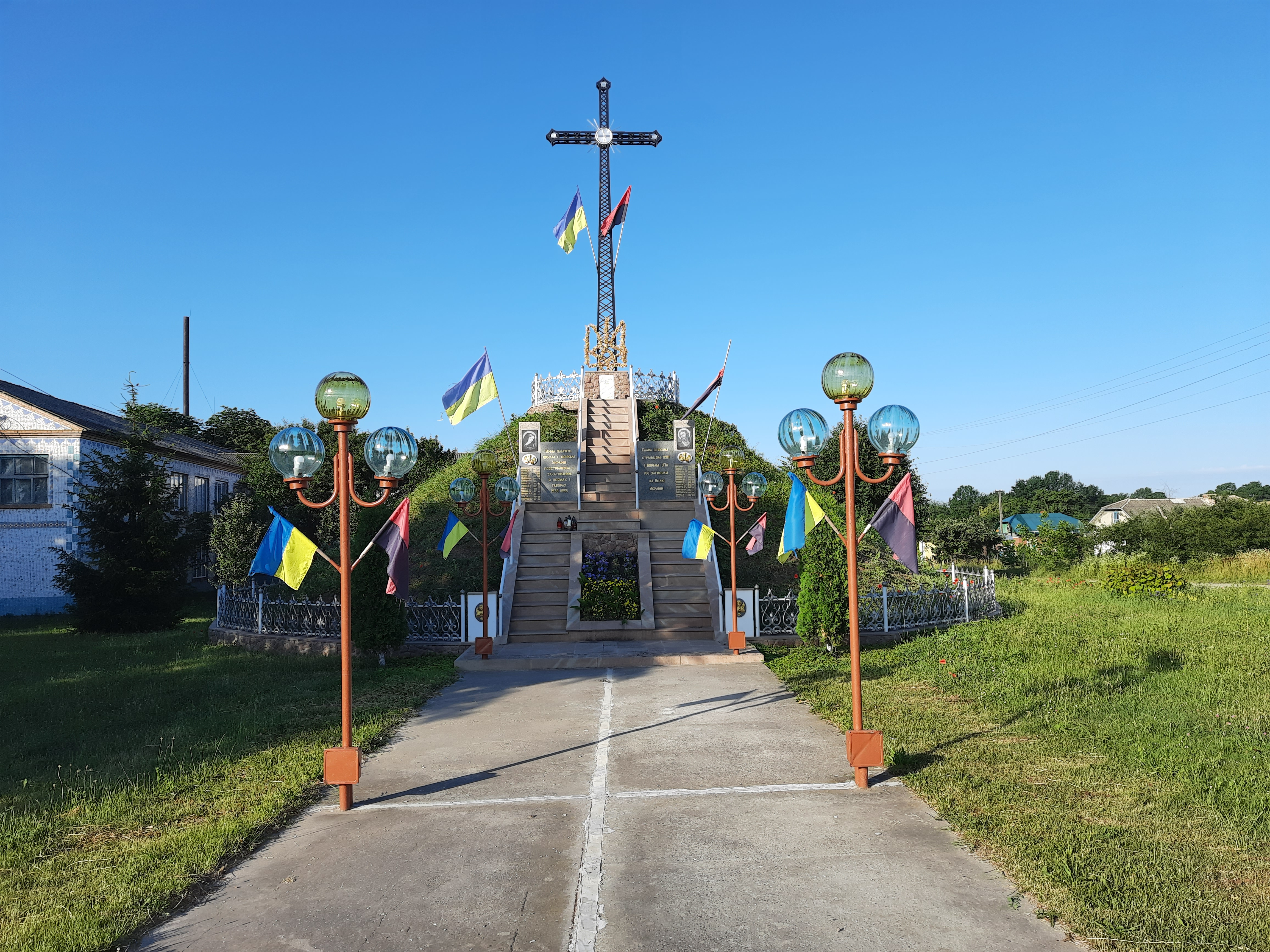
Символічна могила Борцям за волю України (1994)

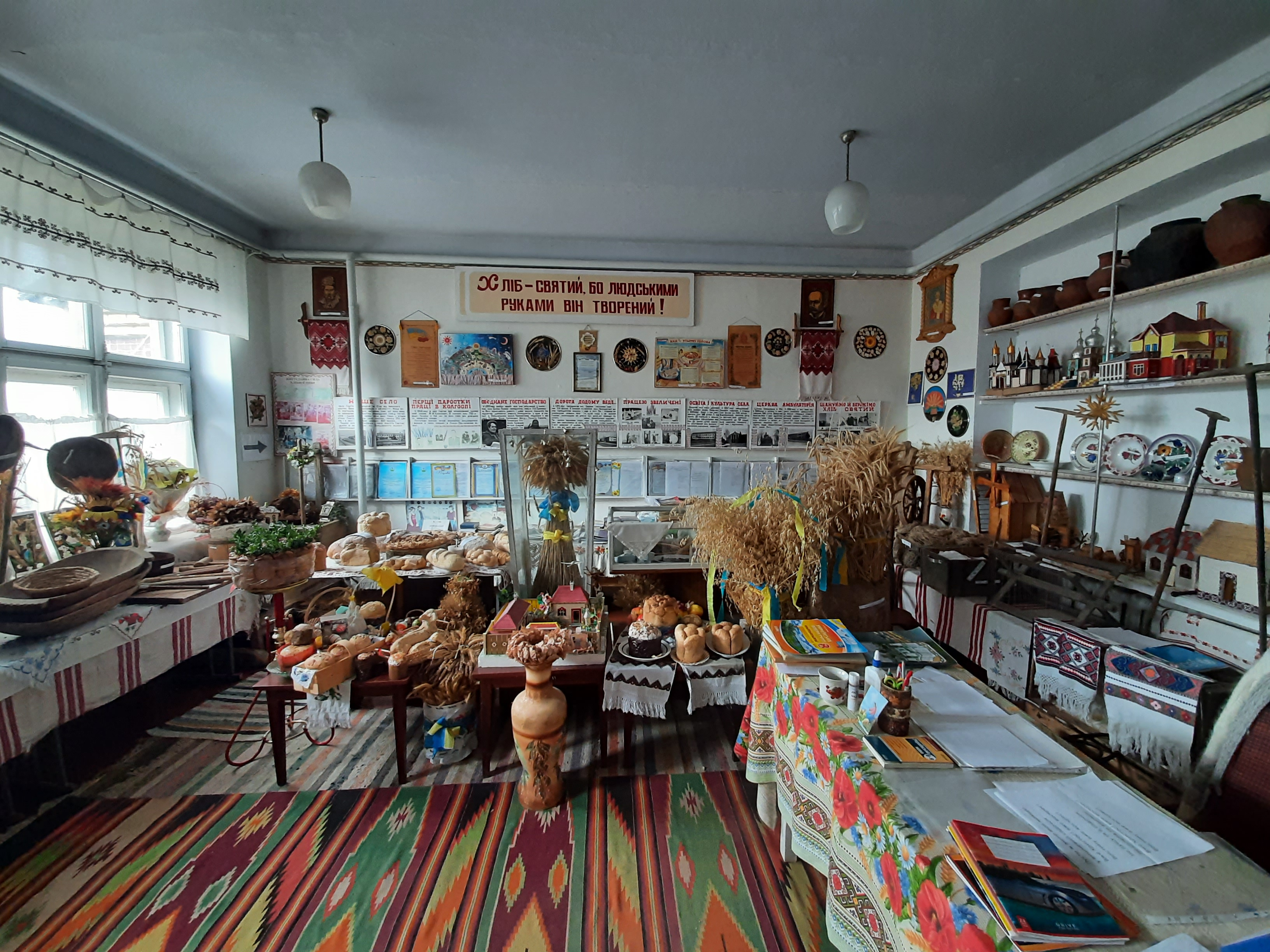
Музей "Історії хліба"

Гушти́н — село в Україні, у Скала-Подільській селищній громаді Чортківського району Тернопільської області. Розташоване на сході району. До 2015 центр Гуштинської сільської ради.
Від вересня 2015 року ввійшло у склад Скала-Подільської селищної громади.
Населення — 548 осіб (2003).

## Географія
Село розташоване на відстані 360 км від Києва, 82 км — від обласного центру міста Тернополя та 12 км від міста Борщів.

### Клімат
Для села характерний помірно континентальний клімат. Гуштин розташований у «теплому Поділлі» — найтеплішому регіоні Тернопільської області.
| Клімат Гуштина            | Клімат Гуштина | Клімат Гуштина | Клімат Гуштина | Клімат Гуштина | Клімат Гуштина | Клімат Гуштина | Клімат Гуштина | Клімат Гуштина | Клімат Гуштина | Клімат Гуштина | Клімат Гуштина | Клімат Гуштина | Клімат Гуштина |
| Показник                  | Січ.           | Лют.           | Бер.           | Квіт.          | Трав.          | Черв.          | Лип.           | Серп.          | Вер.           | Жовт.          | Лист.          | Груд.          | Рік            |
| Середній максимум, °C     | −1,4           | 0,2            | 5,3            | 13,8           | 19,7           | 22,8           | 24,0           | 23,4           | 19,4           | 13,2           | 6,0            | 1,0            | 12             |
| Середня температура, °C   | −4,7           | −3,2           | 1,3            | 8,5            | 14,1           | 17,4           | 18,8           | 18,0           | 14,2           | 8,6            | 2,9            | −1,9           | 7              |
| Середній мінімум, °C      | −8             | −6,6           | −2,7           | 3,3            | 8,6            | 12,1           | 13,6           | 12,6           | 9,0            | 4,0            | −0,1           | −4,7           | 3              |
| Норма опадів, мм          | 33             | 32             | 32             | 53             | 74             | 100            | 100            | 65             | 54             | 35             | 35             | 38             | 651            |
| ------------------------- | -------------- | -------------- | -------------- | -------------- | -------------- | -------------- | -------------- | -------------- | -------------- | -------------- | -------------- | -------------- | -------------- |
| Джерело: climate-data.org |                |                |                |                |                |                |                |                |                |                |                |                |                |

## Історія
Село було засноване на землях села Бурдяківці на самому початку XVII ст. Місцевість, де виникло село називалося Калинє, або Кустиня. Вперше село згадується в грамоті короля Сигізмунда ІІІ 15 вересня 1604 р., якою дозволяв скальському старості Янові Гербурту передати згадане село скальському підстарості Мельхіору Ґроту.
В 1629 р. в селі було 38 будинків ("димів").

Під час повстання Хмельницького 1648 р. село було повністю знищене, що зафіксовано в люстрації 1665 р.:
Власником того села є його милість пан Геронім на Бжезю Лянцкоронський, підкоморій подільський, староста скальський. В тому селі немає жодного підданого вже кільканадцять років через неприятелів Корони - опришків та левентів.
Діяли товариства «Просвіта», «Сільський господар», «Луг», «Сокіл».
Похмурого вечора 5 грудня 1917 року в лісі поблизу села відбулась таємна нарада Українських Січових Стрільців, на якій головував її організатор — сотник Дмитро Вітовський. У ній брали участь 12—15 старшин, які обговорювали два проекти майбутніх дій: Дмитра Паліїва (вважав, що УСС не повинні залишатися на стороні Австрії) і поручника Ілька Цьокана.
У 1940-1941, 1944-1959 роках село належало до Скала-Подільського району Тернопільської області. З ліквідацією району 1959 року увійшло до складу Борщівського району.
12 червня 2020 року, відповідно до розпорядження Кабінету Міністрів України № 724-р «Про визначення адміністративних центрів та затвердження територій територіальних громад Тернопільської області» увійшло до складу Скала-Подільської селищної громади.
19 липня 2020 року, в результаті адміністративно-територіальної реформи та ліквідації Борщівського району, село увійшло до складу новоутвореного Чортківського району.

## Релігія
- церква Різдва Пресвятої Богородиці (1934, дерев'яна; 2014, мурована; УГКЦ).

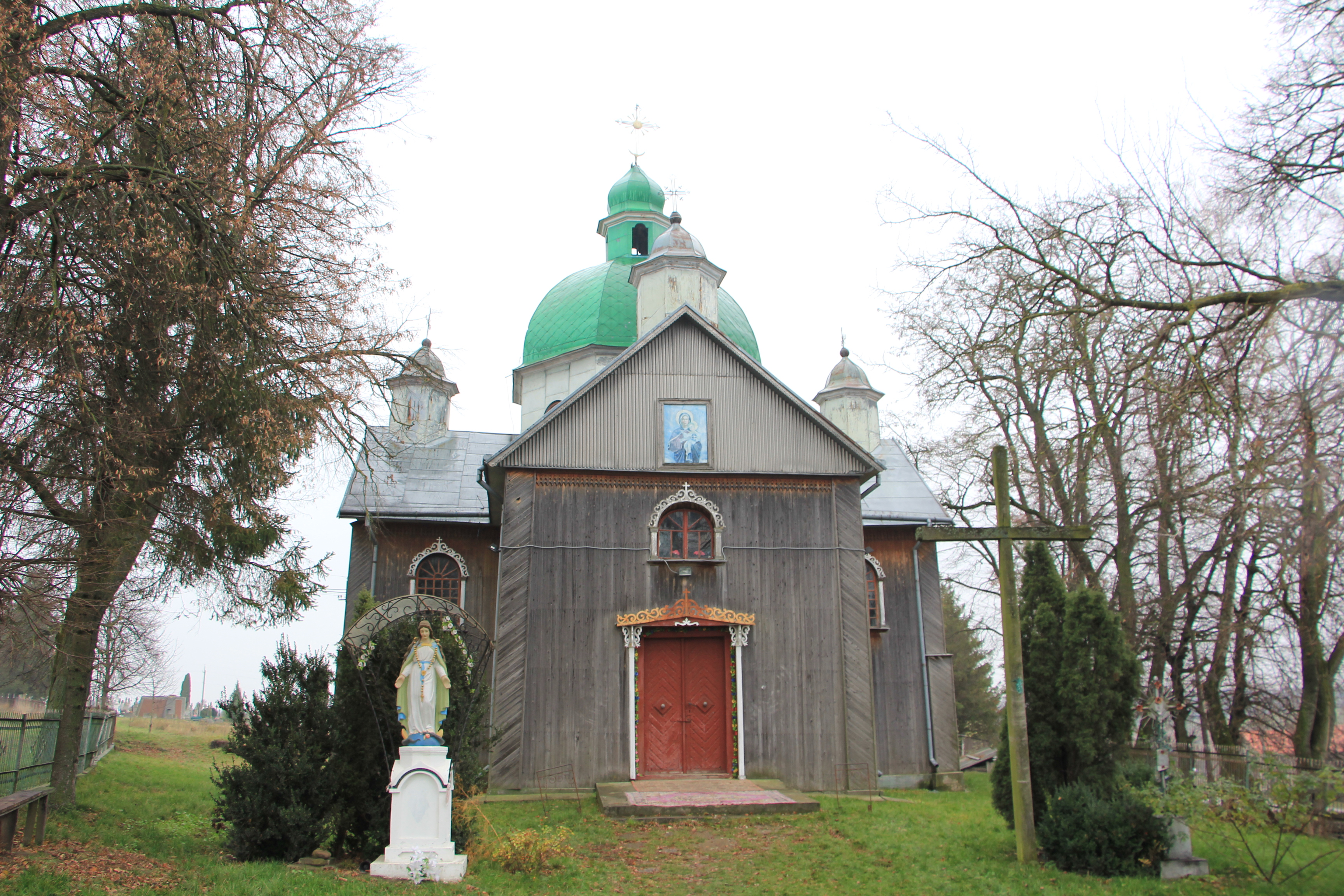
Церква Різдва Пресвятої Богородиці
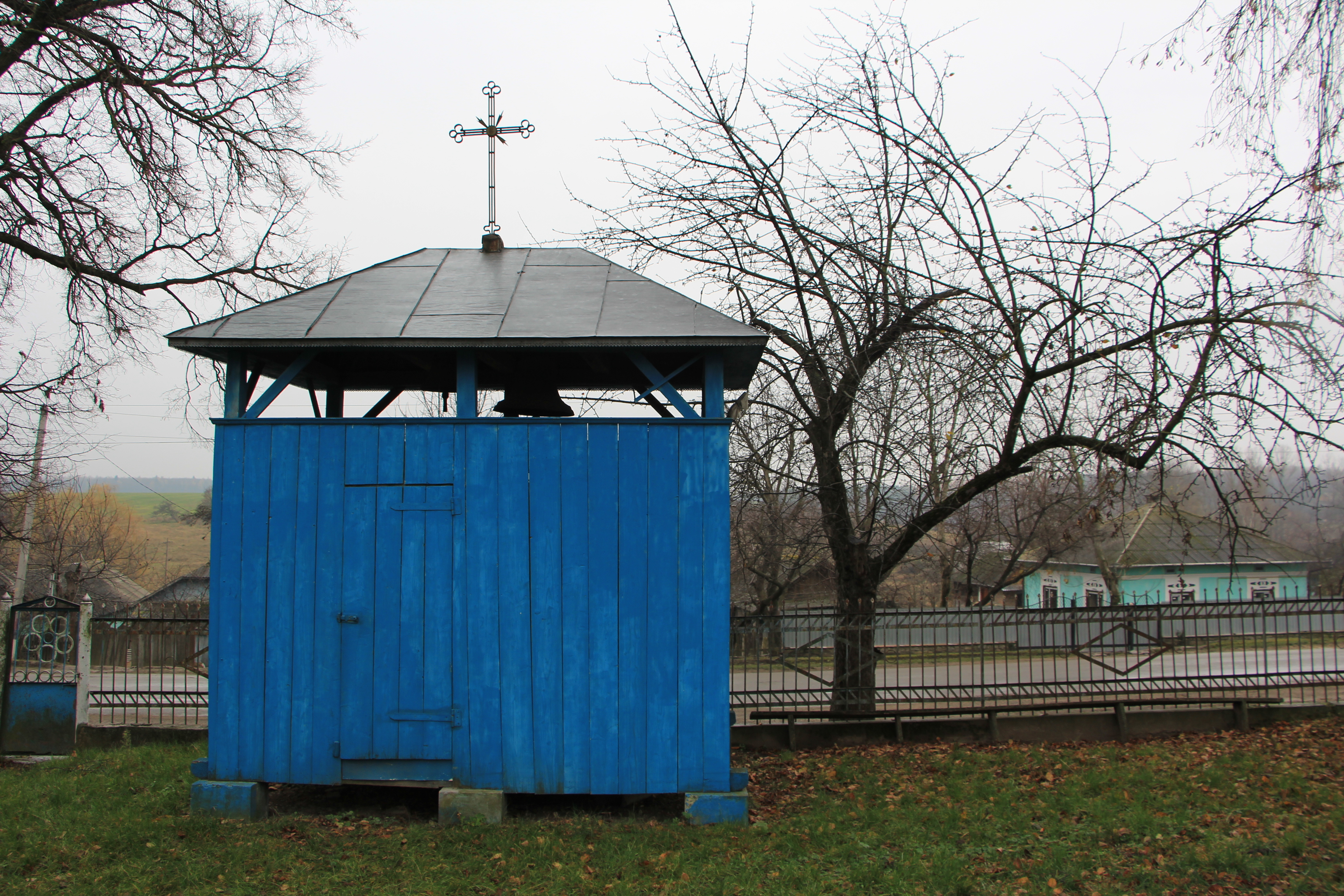
Дзвіниця церкви Різдва Пресвятої Богородиці

## Населення
Згідно з переписом УРСР 1989 року чисельність наявного населення села становила 599 осіб, з яких 269 чоловіків та 330 жінок.
За переписом населення України 2001 року в селі мешкало 585 осіб.

### Мова
Розподіл населення за рідною мовою за даними перепису 2001 року:
| Мова       | Чисельність | Відсоток |
| ---------- | ----------- | -------- |
| українська | 584         | 99,15%   |
| російська  | 5           | 0,85%    |
| Усього     | 589         | 100%     |

## Пам'ятки
У 1993 встановлені хрести на честь скасування панщини та на честь проголошення незалежності України.
Насипано курган слави.

## Соціальна сфера
Діють ЗОШ 1-2 ступенів, Будинок культури, бібліотека.

## Постаті
- Боднар Руслан Ярославович (1982—2024) — старший сержант Збройних Сил України, учасник російсько-української війни.